# 葛福臨
葛福臨牧師（Rev. Dr. Franklin Graham，1952年7月14日—），是美國的一位基督教福音派佈道家、葛培理佈道團及撒馬利亞救援會之會長，是佈道家葛培理牧師五個子女當中的第四個。

## 簡歷
葛福臨在北卡羅來納州阿什維爾市外的阿巴拉契亞山脈長大。現居於北卡羅來納州Boone市。
少年時期，葛福臨就讀紐約長島的基督教寄宿學校Stony Brook School，並在高中時換往北卡來納州的學校完成中學課程。
高中畢業後，葛福臨就讀美國德州的拉特諾大學，卻因一次在非探訪時間留下女同學而被趕出校。此後，葛福臨繼續完成其大專課程，並於1974年於蒙特列大學畢業，主修美國研究。
1974年，當時22歲的葛福臨在前往耶路撒冷旅程中，於一間旅館成為基督徒，並於同年迎娶其妻靳珍妮。1978年，他再於亞伯拉契安州立大學取得文學士學位。同年獲選為撒瑪利亞救援會董事，1979年出任會長。1982年，葛福臨於亞利桑那州丹倍市恩典社區教會被按立為牧師。
在成為基督徒後不久，葛福臨參與撒瑪利亞救援會創辦人卜皮爾博士的六星期亞洲傳道。因為這一次經歷，使葛福臨關注全球救援工作。其後，於1979年卜皮爾博士逝世後，葛福臨繼任成為撒瑪利亞救援會會長。
葛福臨繼承其父葛培理牧師，1989年起成為葛培理佈道團佈道家，同年首次主講佈道會。隨後以佈道團佈道家身份，每年於不同地點舉行福音盛會，他到過的地方包括南非約翰尼斯堡、美國密西西北洲托彼露、澳洲墨爾本、秘魯、巴拉圭及日本沖繩等。自1989年以來，葛福臨向超過300萬人佈道。2001年他繼承其父親，繼任為葛培理佈道團會長。
1999年，葛福臨在科倫拜校園事件追悼會上致詞，並在2001年在喬治·沃克·布殊的就職典禮上作公開禱告。
2007年11月29日至12月2日，他在香港主領香港葛福臨佈道大會。大會宣稱有420,000人參與，33,000人決志信主。

## 爭議
葛福臨是美國的褔音派代表人物，但他的言行亦備受爭議。
葛福臨反對墮胎和同性婚姻，曾稱同性恋會使美國走向「滅亡」，他亦曾公開批評伊斯蘭教和印度教。
2012年美國總統選舉，10月25日，臨近選舉日，葛福臨公開支持共和黨總統候選人米特·羅姆尼，葛培理佈道協會開展大型的廣告活動，鼓勵美國人在投票日要「投票予聖經的價值」（vote for biblical values）。該廣告活動是今年一系列公開聲明的最新行動，這些行動引起外界關心是否真正反映葛培理牧師的關注，或者是否由他的兒子葛福臨（Franklin Graham）牧師發起的。另外，共和黨總統候選人羅姆尼早在10月11日，於葛培理家中與葛培理及葛福臨會面。會面後，該會網頁刪除了有關摩門教（現稱為耶穌基督後期聖徒教會）為異端教派的文章。
2014年2月，葛福臨公開為俄羅斯總統普京在國內推行的反同性戀法辯護（该法案禁止国民及组织向未成年儿童宣傳「非传統性关系」，被认为是針对同性恋者），稱關於俄羅斯政府處认理本國同性戀遊說者的方式，葛福臨認為普京是“正確的”。“很顯然，在很多事情上，他可能是錯誤的，但他採取立場以保護他國家的兒童免受「同性戀議程」的破壞的影響，”他在《決策雜誌》(Decision magazine)的一篇文章中寫道。他認为美國的穆斯林並不真正實踐他們的信仰，因為他們確實是暴力的人。“真正的伊斯蘭教無法在這個國家實踐。你不能打你的妻子。如果你認為你的孩子犯了姦淫或類似的事情，你也不能殺了他們。這是在其他國家所在實踐的，”他告訴美國有線電視新聞網。葛福臨認為，對於同性戀运動家和那些“活在罪中”的人直言不諱的言論，是「愛之深責之切」。

### 佈道會
- 2005年
  - 澳洲霍巴特、墨爾本
  - 莫多瓦基斯納
  - 美國德州哥伯斯基理斯蒂、路易斯安那州舒拉威堡
  - 巴拉圭

- 2006年
  - 菲律賓馬尼拉
  - 日本沖繩

- 2007年
  - 香港（參見香港葛福臨佈道大會）

## 家庭
葛福臨在家中5名子女中排行第4。他在1974年與靳珍妮結婚，二人育有4名子女，並有4名孫兒女。其長子葛衛理亦為牧師，在葛培理佈道團從事青年佈道工作。在2008年11月有來台的中正紀念堂演講。

## 著作
- The Name (Thomas Nelson, 2002)
- All for Jesus (與Ross Rhoads合著, Thomas Nelson, 2003)
- Living Beyond the Limits: A Life in Sync with God (Thomas Nelson, 1998)
- Rebel With A Cause : Finally Comfortable Being Graham (Thmoas Nelson, 1995) (自傳)

## 獎項
- 救世軍卜維廉獎
- 美國北卡羅萊納州雷利市《新聞觀察》毅力大獎（1999年）
- 《世界》雜誌 但以理獎（2002年）

## 資料來源
1. ↑  . Franklin Graham Biography. Billy Graham Evangelistic Association.   [July 12, 2012]. （原始内容存档于2012-05-17）.
2. ↑  選舉廣告惹爭議 憂葛培理中立不再 （页面存档备份，存于） 2012年10月25日 時代論壇
3. ↑  .   [2014-08-09]. （原始内容存档于2014-08-10）.